# 丹下幸男
丹下 幸男 （たんげ ゆきお、1948年《昭和23年》1月4日 - 2021年6月10日）は、日本の昭和から平成期に、主たる画材は透明水彩で、主に風景画を描いた画家である。

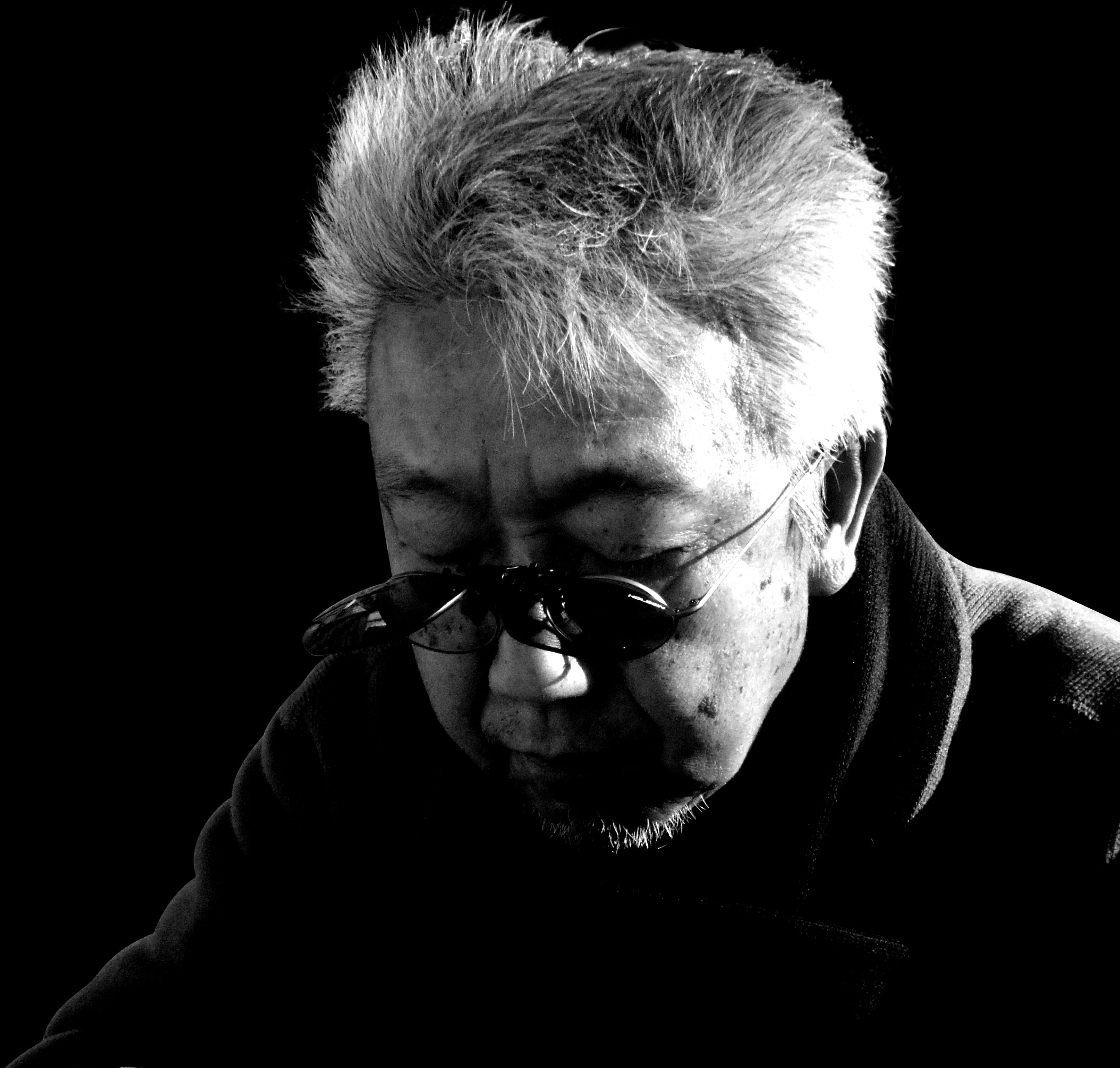
丹下幸男　2010/05/03 撮影

透明水彩ならではの絵具の“透明性”を活かし、数種の淡い色を何度も何度も塗り重ねることにより表現される陰影は、『癒しの空気感』とも呼ばれ各方面より高い評価を得た。

## 経歴
1948年（昭和23年）、兵庫県神戸市須磨区生まれ。東浦好洋、中西和夫、青木一夫らに師事し、その後デッサン研究所終了後、1971年（昭和46年）から1981年（昭和56年）まで、神戸の研究所にて講師を務めながら、油絵やデッサンの個展を多数開催する。1982年（昭和57年）よりアートディレクター、絵本、販促企画など映像作家として活動する。1991年(平成3年)より神戸にて透明水彩画家としての活動を再開する。　
1996年（平成8年）、元町画廊の佐藤廉主宰のプロ作家たちによる人体デッサン研究会である「七廉会」に立ち上げ時より加わり、以後、画家の石永晧一郎や保田治らと共に2019年（令和元年）まで毎年、人体デッサン展を開催する。　
2002年（平成14年）より2019年（令和元年）まで毎年、東京・銀座にて透明水彩画の個展を開催する。並行して、関西では神戸を中心に、西宮、大津(滋賀)など、毎年数多くの個展を開催する。　
主な個展会場:  あかね画廊 (東京・銀座)、南京町ギャラリー蝶屋 (神戸)、ギャラリーほりかわ (神戸)、ギャラリーSHIMA (西宮)、ギャラリー唐橋 (滋賀・大津)
2021年6月10日、末期がんのため73歳で死去。

## 人物
「自分と人が癒される絵」を理想とし、「芸術家の絵ではなく、普通に描く」ことを信条とした。少し陰りのある“青”が丹下の絵の特徴で、独特な空気感を放つことから、特に『丹下ブルー』と称する者もいた。　
イタリアの風景を愛し、一時は毎年の様に渡航を重ね、とりわけ中部のトスカーナ地方では、数多くの作品を残した。　
国内では神戸を中心に津軽、白馬(信州)、近江、岡山など、感性のままに心惹かれる風景を求めて日本各地をそのフィールドとした。　
晩年は度重なる病魔と闘いながらも作画に励み、それまでの画風に甘んじることなく、色彩は軽やかになり、イタリアの明るい陽射しを紙の白地で表現したり、構図には“黄金比（分割）”を取り入れるなど、その画風をさらに進化させた。
脳梗塞による色覚異常を患ってしまった後も、色絵具を墨に代え、最期まで描き続けたその姿勢は画家の執念を感じさせるものであった。　
神戸画壇の重鎮、元町画廊の佐藤廉の「プロ作家ならば、ここで一から基本となるデッサンをし直す必要がある」との教えを守り、人体デッサンの修練は生涯怠ることはなかった。　また、佐藤廉が主宰した「七廉会」の活動は、創始メンバーの画家 石永晧一郎、保田治らと共に丹下によって引き継がれ、人体デッサン展は2019年まで毎年開催された。

## 批評
2002年（平成14年）より2019年（令和元年）まで毎年、東京・銀座「あかね画廊」にて開催された透明水彩画の個展では、美術評論家の 瀧悌三より、毎回の様に論評が寄せられた。
以下、月刊『美じょん新報』より抜粋。
- 「達意の表現力を持ち、水彩でも油絵並みの陰影の深い調子を表し、質感を的確に把握。そのリアリズムは賛嘆ものだ。」[8] 月刊『美じょん新報』　2009/3/20
- 「一個の絵画として写実の完成度が高く、情緒、情感を生き生きと伝える。魅力尋常ならず。」[9] 月刊『美じょん新報』　2010/3/20
- 「彩調に潤いがあり、描写は暢達。風情あって気持ちのいい絵柄だ。癒しタイプと言えよう。」[10] 月刊『美じょん新報』　2011/2/20
- 「奇を追わない自然主義系写実。何か祈りを篭めて描いているよう。(中略)　この作家らしく、必ず書きたい理由あっての場所、光景。」[11] 月刊『美じょん新報』　2015/3/20
- 「技術確か。いい加減な仕事皆無。　(中略)　いずれであれ、しっとりした風情を宿す。」[12] 月刊『美じょん新報』　2016/3/20
- 「題材多方面に亙り、密度濃い充実の写実。見応えしたたか。心打つ。」[13] 月刊『美じょん新報』　2017/3/20
- 「古希過ぎて、愈々円熟か。筆致暢達、実に精妙。」[14] 月刊『美じょん新報』　2018/3/20